# Ruta Nacional 38 (Argentina)
La Ruta Nacional 38 es una carretera argentina pavimentada, que une las provincias de Córdoba, La Rioja, Catamarca y Tucumán. Comenzando pocos km al oeste de la capital de la primera provincia, pasa por las capitales de las otras provincias. Esto hace que el recorrido no sea recto. Nace en la provincia de Córdoba, en la intersección con la Ruta Nacional N° 20 y finaliza en la ciudad de San Miguel de Tucumán. Esta carretera pasa por el Valle de Punilla donde varias localidades turísticas se suceden de sur a norte.
La Ley Nacional 24.783 publicada en el Boletín Oficial el 2 de abril de 1997 designa con el nombre de Monseñor Angelelli al tramo Córdoba-La Rioja de esta ruta.
Actualmente entre las ciudades de San Miguel de Tucumán y Aguilares, la ruta 38 discurre por una nueva autovía ubicada al este de la antigua traza, lo que permite un mejor flujo de tráfico evitando el paso por el núcleo urbano de las localidades.
La variante de la vieja ruta 38 comenzó a construirse en 2004, cuando se inauguraron los tramos Famaillá-Monteros y Monteros-Concepción. 
En 2009 la entonces presidenta Dra. Cristina Fernández de Kirchner inauguró la ampliación y extensión de la ruta en Catamarca. En 2012, el entonces gobernador tucumano José Alperovich asistió al comienzo de las obras realizadas por la Dirección Nacional de Vialidad para avanzar con la nueva calzada de la ruta 38, entre Concepción y Juan Bautista Alberdi. En 2014, el gobernador Alperovich inauguró el último tramo de la nueva ruta 38, unos 17 kilómetros de autovía que unen las ciudades de Aguilares y la de Juan Bautista Alberdi. El Gobierno Nacional invirtió 600 millones de pesos que permitirán conectar, a lo largo de 90 kilómetros de pavimento, una autovía doble mano, no autopista, sobre la Ruta Nacional N.º 38, San Miguel de Tucumán con la localidad de Juan Bautista Alberdi, sobre el Río Marapa.

## Ciudades
Las ciudades (cascos de población con más de 5000 habitantes) por las que pasa esta ruta de sur a norte son:

### Provincia de Córdoba

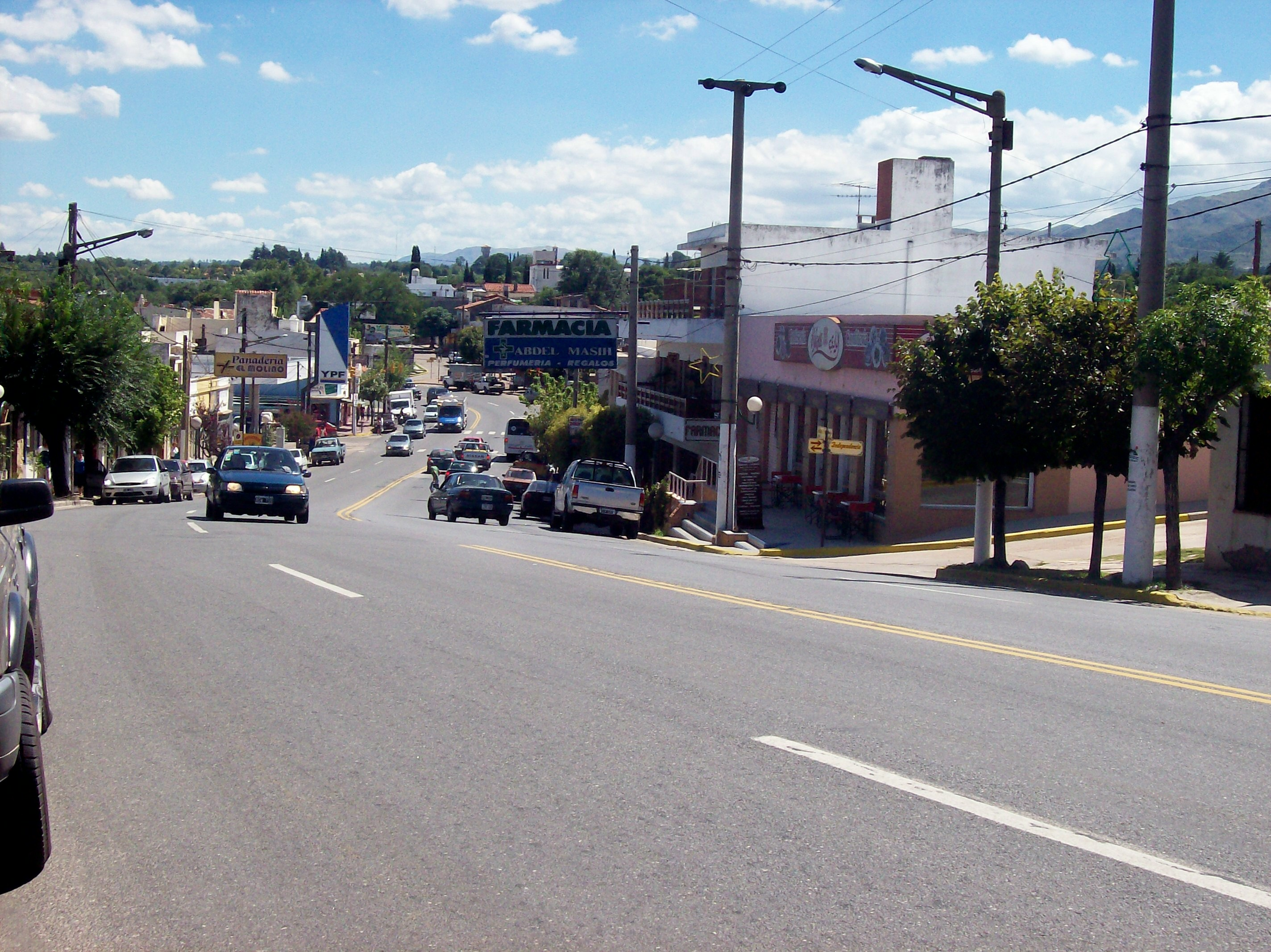
Ruta 38 en su paso por el centro de Valle Hermoso.

Recorrido: 211 km (kilómetro 0 a 211).
- Departamento Punilla: Villa Carlos Paz (kilómetro 0-12), Bialet Massé (km 25), Santa María de Punilla (km 31), Cosquín (km 34-37), Valle Hermoso (km 51), La Falda (km 53-56),  Huerta Grande (km 58), Villa Giardino (km 60) La Cumbre y Capilla del Monte (km 82).

- Departamento Cruz del Eje: Cruz del Eje (km 122) y Villa de Soto (km 147).

### Provincia de La Rioja
Recorrido: 295 km (km 211 a 506).

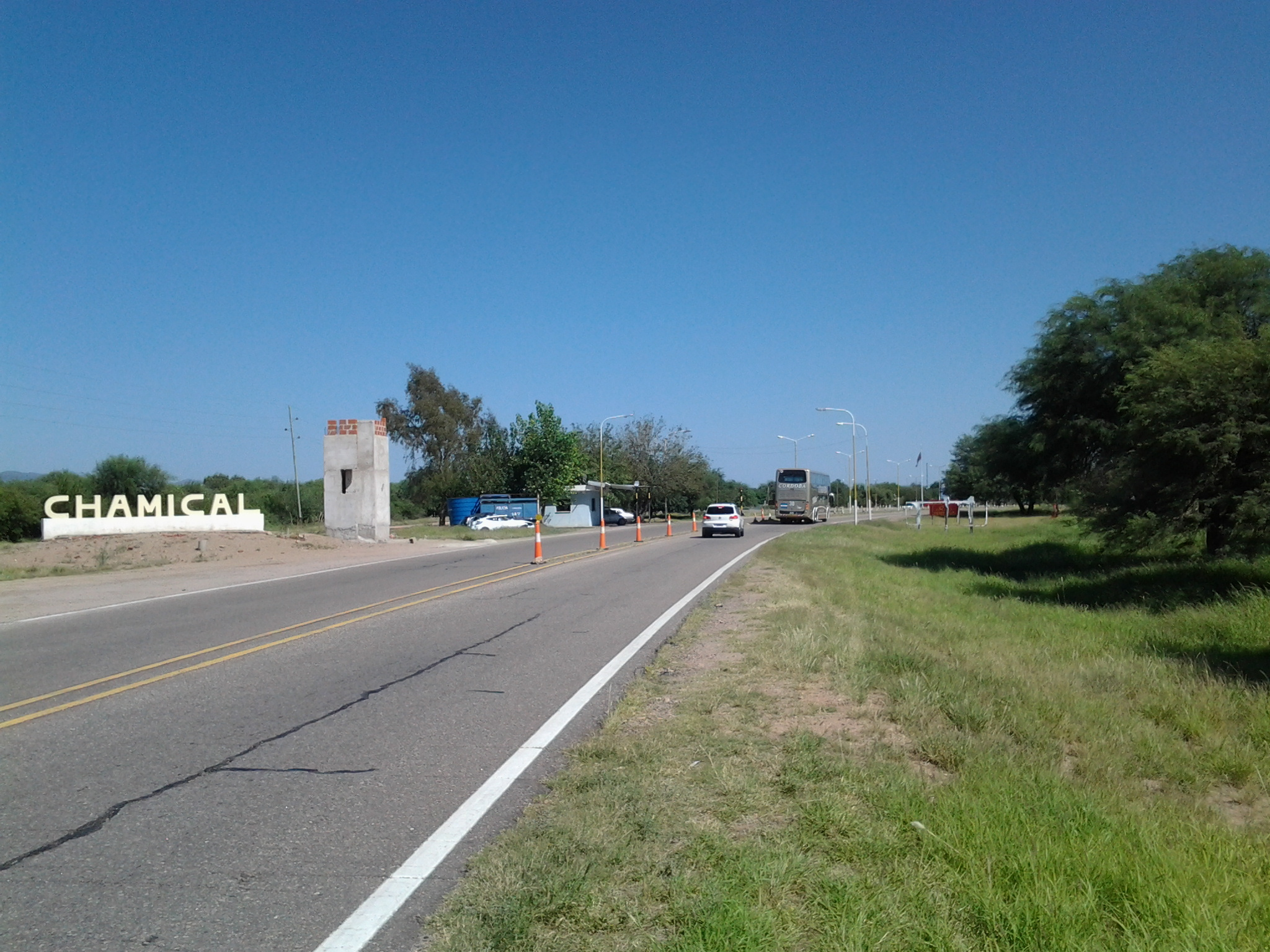
Perspectiva en dirección oeste de la ruta en cuestión a su llegada a Chamical. Inmediatamente a la garita policial comienzan varios kilómetros de concurrencia (calzada común) con la RN79 que llega del sur; vendría a ser la RN38 (RN79) ya que la primera es más importante.

- Departamento General Belgrano: no hay localidades con más de 5000 habitantes pero pasa por Castro Barros (km 227) y Chañar (km 250).

- Departamento Chamical: Chamical (km 288).

- Departamento Capital: no hay localidades de más de 5000 hab.

- Departamento General Ángel V. Peñaloza: no hay localidades de más de 5000 hab., pero pasa por Punta de los Llanos (km 320).

- Departamento Independencia:  no hay localidades de más de 5000 hab., pero pasa por la cabecera Patquía (km 356).

- Departamento Capital: La Rioja (km 424).

### Provincia de Catamarca
Recorrido: 155 km (km 506 a 661)
- Departamento Capayán: no hay localidades de más de 5000 hab., pero pasa por la cabecera Chumbicha (km 517).

- Departamento Capital: San Fernando del Valle de Catamarca (km 578-586).

- Departamento Valle Viejo: San Isidro (km 590).

- Departamento Paclín:  no hay localidades de más de 5000 hab., pero pasa por la cabecera La Merced (km 633).

### Provincia de Tucumán
Recorrido: 146 km (km 661 a 807)
- Departamento La Cocha:  La Cocha (km 688).
- Departamento Juan Bautista Alberdi: Ciudad Alberdi (km 711).
- Departamento Río Chico: Aguilares (km 728).
- Departamento Chicligasta: Concepción (km 738).
- Departamento Monteros: Río Seco (km 750), Monteros (km 760).
- Departamento Famaillá: Famaillá (km 770).
- Departamento Lules: no hay localidades de más de 5000 hab.
- Departamento Leales: no hay localidades de más de 5000 hab.
- Departamento Lules: no hay localidades de más de 5000 hab.
- Departamento Capital: San Miguel de Tucumán (km 807). Aquí se continúa con la Avenida de Circunvalación.

## Recorrido
A continuación, se muestran las intersecciones principales de esta ruta en la provincia de Tucumán:
|  | STR |

| WASSERq | hKRZWae + GRZq | WASSERq |

| STRq | MWNODEl |  |

|  | STR |

| WASSERq | WBRÜCKE1 | WASSERq |

| WASSERq | WBRÜCKE1 | WASSERq |

| STRq | TEEeq |  |

| WASSERq | hKRZWae | WASSERq |

|  | STR |

| WASSERq | hKRZWae | WASSERq |

| RM+l | RMIdu |  |

| RM | eBUE |  |

| STRq | MWKRZo | ABZgr+r |  |  |

| RMIo3 + RMIo2 | TEEeq |  |

| RM | TEEaq | STRq |

| RM | STR |  |

| WASSERq | RMoW2 | WBRÜCKE1 | WASSERq |  |

| RM | ABZgl+l | exSTRq |

| WASSERq | RMoW | hKRZWae | WASSERq |  |

| WASSERq | RMoW2 | WBRÜCKE1 | WASSERq |  |

| RM | TEEaq | STRq |

| RMIdo | ABZlr+lr | STRq |

| WASSERq | RMoW | hKRZWae | WASSERq |  |

| RM | STR |  |

| STRq | RMIdo | ABZlr+lr | STRq |  |

| WASSERq | RMoW | hKRZWae | WASSERq |  |

| WASSERq | RMoW | hKRZWae | WASSERq |  |

| RM | STR |  |

| RM | hKRZWae | WASSERq |

| RM | TEEaq | STRq |

| STRq | RMIdo | ABZgr+r |  |  |

| WASSERq | RMoW | hKRZWae | WASSERq |  |

| RM | RMItu4aq | STRq |

| WASSERq | RMoW | hKRZWae | WASSERq |  |

| RM | STR |  |

| STRq | MWKRZo | ABZlr+lr | STRq |  |

| WASSERq | RMoW | hKRZWae | WASSERq |  |

| RMl | ABZgr + RM+r |  |

| STRq | RMIdu | STRq |

| WASSERq | RMoW | WASSERq |

|  | RM |

| STRq | RMIdu | STRq |

| WASSERq | RMoW | WASSERq |

| exlDAMPF |  | RGuq + RM |  |  |

| STRq | RMIdu | STRq |

| WASSERq | RMoW | WASSERq |

| exlDAMPF |  | RGuq + RM |  |  |

| STRq | RMIco | STRq |

|  | RMCONTf |

## Gestión
En 1990 se concesionaron con cobro de peaje las rutas más transitadas del país, dividiéndose éstas en Corredores Viales. En 1997 se agregó la Red de Accesos a Córdoba.
De esta manera el tramo desde Villa Carlos Paz (km 12) hasta Cruz del Eje (km 122) fue parte del Corredor Vial 20 siendo la empresa ganadora de la licitación Red Vial Centro instalando cabinas de peaje en Molinari (km 42) y en Villa Giardino (km 62).
En el 2003 se renegociaron las concesiones y este tramo de la ruta pasó al Corredor Vial 4, siendo la empresa concesionaria Caminos de América.
Al ingresar a Tucumán, se la denominaba como "la ruta de la muerte" por la gran cantidad de accidentes viales (con víctimas fatales).